# Мюнстермайфельд
Мюнстермайфельд (нем. Münstermaifeld) — город в Германии, в земле Рейнланд-Пфальц.
Входит в состав района Майен-Кобленц. Подчиняется управлению Майфельд. Население составляет 3451 человек (на 31 декабря 2010 года). Занимает площадь 27,78 км². Официальный код — 07 1 37 501.
Город подразделяется на 6 городских районов.

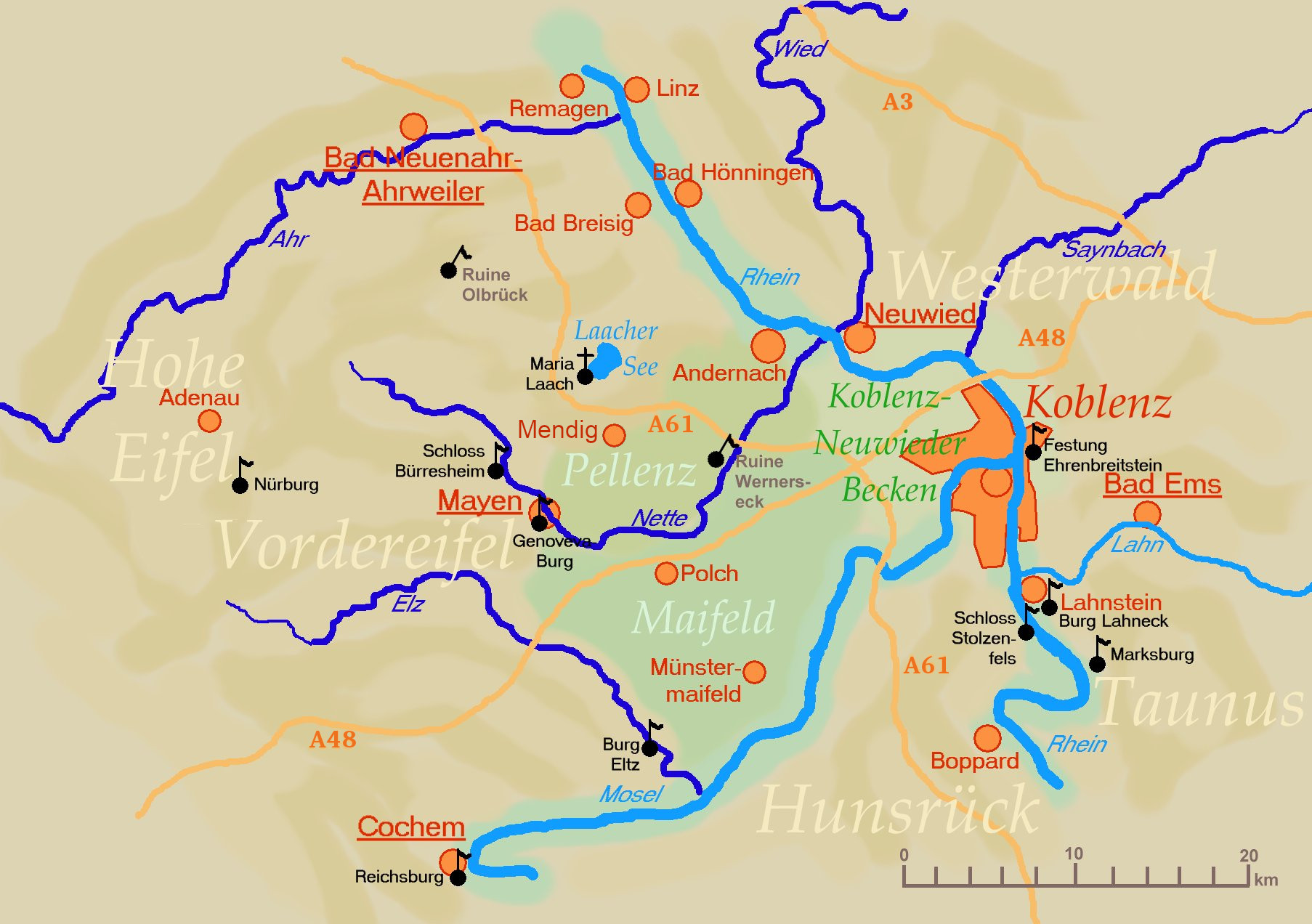
Мюнстермайфельд

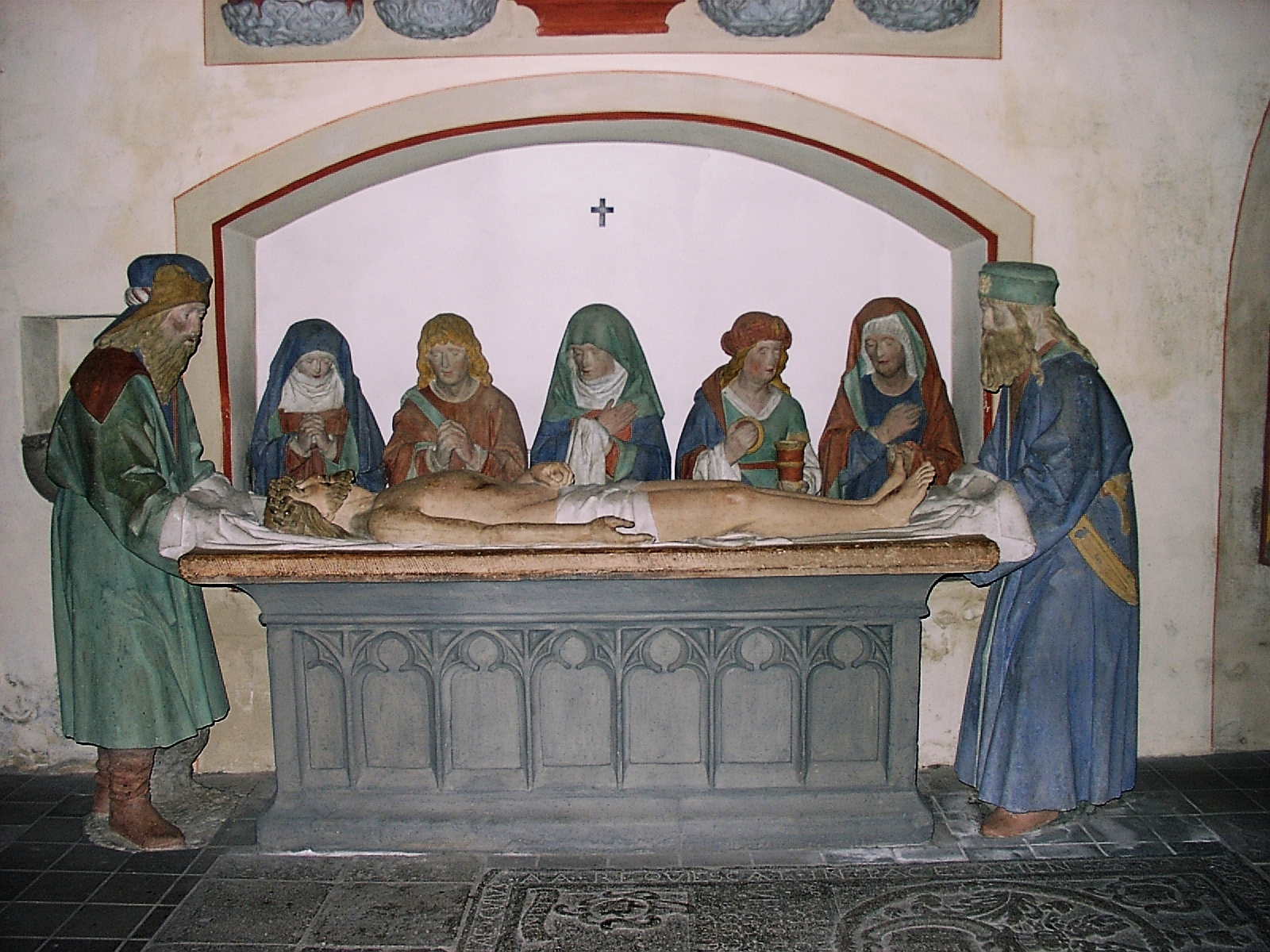
Мюнстермайфельд

## Знаменитые земляки
- Клее, Генрих (1800—1840) — немецкий католический богослов
- Томас Андерс (р.1963) — певец, солист группы Modern Talking